# Baia, Suceava
Baia là một xã thuộc hạt Suceava, România. Dân số thời điểm năm 2002 là 6802 người.